# Hans Apelt
Ernst Fritz Hans Apelt (geboren 31. Juli 1907 in Wilhelmshaven; gestorben 9. August 1978 in Kronberg im Taunus) war ein deutscher Jurist.

## Leben und Tätigkeit
Er war der Sohn des Regierungsbauinspektors und Baumeisters Ernst-Emil Apelt und seiner Ehefrau Margarete geborene Kaping. Nach dem Studium der Rechtswissenschaften und seiner 1934 erfolgten Promotion zum Dr. jur. an der Universität Breslau war Hans Apelt als Landgerichtsdirektor tätig. 1936 musste er aufgrund seines jüdischen Glaubens diese Funktion niederlegen und in die Privatwirtschaft wechseln. 1939 wurde Hans Apelt Sachbearbeiter im Reichsnährstand, wo er bis zum Ende des Zweiten Weltkrieges tätig war. 
Von 1946 bis 1947 arbeitete er als Rechtsanwalt. 1947 konnte er als Richter in den Staatsdienst zurückkehren und ging an das Landgericht Frankfurt am Main. 1951 wurde er Mitglied des Spruchsenats für Soforthilfe am Bundesfinanzhof.

## Schriften
- Die sogenannten Ausnahmen in der Teilnahmelehre, zugleich ein Beitrag zur Lehre von der sogenannten notwendigen Teilnahme. Breslau 1934.
- Schwarzschlachtung. Herausgegeben von der Zentralstelle für Ernährung und Landwirtschaft, Fischerei und Forstwirtschaft (Regional Food Office) in Hamburg. Hollmanns Druckerei, Hamburg 1946.